# Myersiohyla
Myersiohyla ist eine Gattung aus der Familie der Laubfrösche (Hylidae).

## Beschreibung
Die Gattung ist durch verschiedene genetische Merkmale definiert. Es ist bislang keine morphologische Synapomorphie des Taxons bekannt.

## Vorkommen
Die Arten der Gattung sind in Guyana und Venezuela im Gebiet der Tepuis verbreitet.

## Systematik
Die Gattung Myersiohyla wurde 2005 durch Faivovich et al. erstbeschrieben. Sie wird innerhalb der Unterfamilie Hylinae zur Tribus Cophomantini  gezählt, die Faivovich et al. 2005 gleichzeitig mit der Errichtung der Gattung aufgestellt hatten. Die Gattung ist nach dem Herpetologen Charles W. Myers benannt und umfasst sechs Arten.
Stand: 10. August 2022
- Myersiohyla aromatica (Ayarzagüena & Señaris, 1994)
- Myersiohyla chamaeleo Faivovich, McDiarmid & Myers, 2013
- Myersiohyla inparquesi (Ayarzagüena & Señaris, 1994)
- Myersiohyla liliae  (Kok, 2006)
- Myersiohyla loveridgei (Rivero, 1961)
- Myersiohyla neblinaria Faivovich, McDiarmid & Myers, 2013

Myersiohyla kanaima wurde Nesorohyla kanaima (Goin & Woodley, 1969).